# Regionalstadt Frankfurt
Unter dem Begriff Regionalstadt Frankfurt wurde in den späten 1960er und frühen 1970er Jahren eine (im Zusammenhang mit der anstehenden Gebietsreform in Hessen) aus Frankfurt am Main und seinen Vorortgemeinden zu gründende Großkommune diskutiert.
Eine konkrete Form erhielt das Projekt mit dem Konzept „Regionalstadt Frankfurt – Ein Beitrag zur Diskussion“ des damaligen Frankfurter Oberbürgermeisters Walter Möller, das am 21. Januar 1971 veröffentlicht wurde.

## Abgrenzung

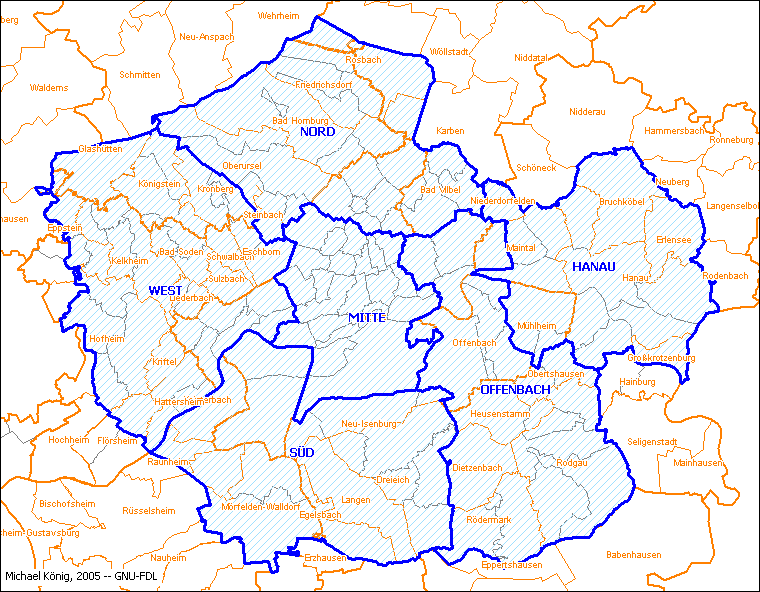
Abgrenzung und Bezirke der Regionalstadt Frankfurt

Der Möller-Plan schlug eine nach wissenschaftlichen Verflechtungskriterien abgegrenzte Regionalstadt mit etwa 1,5 Millionen (Gebietskulisse B.3, in der Variante B.2 ohne Hanau 1,3 Millionen) Einwohnern vor. Die Fläche der Regionalstadt betrüge etwa 1210 Quadratkilometer in Variante B.3 und 1030 Quadratkilometer in Variante B.2, womit sie in beiden Fällen flächengrößte Stadt Deutschlands wäre.
Nach dem Vorbild bestehender Regionalstädte (vor allem Berlins) sollte diese in sechs (Variante B.2: fünf) Stadtbezirke unterteilt werden:
- Mitte (513.000 Einwohner): das vor allem im Westen und Osten stark reduzierte, bisherige Stadtgebiet von Frankfurt;
- West (245.000 Einwohner): der westliche Vordertaunus, unter anderem Hofheim, Kelkheim, Königstein, Kronberg und Bad Soden, sowie Höchst als „Hauptort“ des Bezirks;
- Nord (157.000 Einwohner): der östliche Vordertaunus um den „Hauptort“ Bad Homburg, Oberursel und Friedrichsdorf sowie der stadtnahe Teil der südlichen Wetterau mit Bad Vilbel und Frankfurt-Nieder-Eschbach;
- Offenbach (259.000 Einwohner): neben Offenbach am Main als Zentrum große Teile der östlichen Stadtregion von Bergen-Enkheim über Fechenheim und Dietzenbach bis in den Rodgau;
- Süd: (169.000 Einwohner): unter anderen Kelsterbach, Neu-Isenburg und Langen (ohne festgelegten „Hauptort“);
- Einen Bezirk Hanau (mit Städten wie Hanau, Bruchköbel, Mühlheim) enthielt nur die Gebietsvariante B.3.

## Kompetenzverteilung
Das Konzept war von Möller bewusst offen gestaltet und bot noch Raum zur Diskussion. Dies betraf auch die Aufgabenverteilung zwischen Region und Bezirken. Möller nannte jedoch drei Bereiche, die auf jeden Fall bei der Regionsebene liegen müssten und bezeichnete dies als Frankfurts Bedingung für seine angebotene „Selbstaufgabe“: die Finanzhoheit, die Flächennutzungsplanung und die Grundlagen der Verwaltungsorganisation. Alle anderen Bereiche wären aushandelbar und könnten auch den Bezirken zugewiesen werden.

## Ergebnisse der Verwaltungsreform im Rhein-Main-Gebiet
Das Regionalstadt-Konzept stieß von Anfang an auf massiven Widerstand der ländlichen Unterbezirke des damals politisch maßgeblichen Bezirks Hessen-Süd der SPD.
Schon auf dem Bezirksparteitag der SPD Hessen-Süd im März 1970 in Wiesbaden waren die großstädtisch orientierten Vorstandsmitglieder Olaf Radke, Georg Buch, Walter Möller, Willi Brundert und Heidemarie Wieczorek-Zeul aus dem Bezirksvorstand verdrängt worden; ihre Stellen nahmen maßgebliche Vertreter der sog.  „Landräte-Fraktion“ (u. a. Heiner Dudene, Heribert Reitz, Martin Woythal, Herbert Günther und Jochen Zwecker) ein.
Im Oktober 1971 sprach sich eine außerordentliche Landesdelegiertenkonferenz der hessischen SPD in Grünberg (Hessen) – trotz massiven Widerstands eines Teils der südhessischen Delegierten – für die Errichtung eines Umlandverbands Frankfurt am Main aus, dessen Kompetenzen allerdings weit  hinter  denen der konzipierten Regionalstadt zurückbleiben sollten. Damit war das Regionalstadt-Konzept endgültig gescheitert.
Andere Modelle der Gebietsreform im Rhein-Main-Gebiet wurden unter dem Begriff Stadtkreis Frankfurt diskutiert.
Zwischen 1972 und 1977 wurde die Zahl der Gemeinden in Hessen von 2682 auf 421, die der Landkreise von 39 auf 21 und die der kreisfreien Städte von zehn auf fünf reduziert. Während andere größere Städte wie etwa Wiesbaden stark vergrößert aus der Gebietsreform hervorgingen, wurden dem Stadtgebiet von Frankfurt nur vier kleinere Gemeinden angegliedert (Harheim, Kalbach, Nieder-Erlenbach und Nieder-Eschbach 1972  im Zuge der Bildung des Wetteraukreises sowie Bergen-Enkheim 1976  im Zuge der Bildung des Main-Kinzig-Kreises). Im übrigen Umland wurden die Gemeinden und Kreise neu gegliedert; ihre Zahl sank dadurch von etwa 200 auf rund 40. Mit dieser spezifischen Form der Neugliederung „hart an die Frankfurter Stadtgrenze heran“, waren aber auch Pläne, das Rhein-Main-Gebiet wenigstens durch großzügige Eingemeindungen nach Frankfurt am Main neu zu ordnen, letztlich am Widerstand der umliegenden Landkreise und eines Teils der betroffenen Gemeinden gescheitert.